# 茨木市立図書館
茨木市立図書館（いばらきしりつとしょかん）は、大阪府茨木市の公共図書館の総称。

## 施設一覧
- 茨木市立中央図書館
- 茨木市立水尾図書館
- 茨木市立庄栄図書館
- 茨木市立穂積図書館
- おにクルぶっくぱーく
- 大池分室
- 豊川分室
- 白川分室
- 天王分室
- 玉島分室
- 山手台分室
- 太田分室
- 彩都西分室
- 移動図書館ともしび号

## 各館

### 中央図書館
茨木市立中央図書館（いばらきしりつちゅうおうとしょかん）は、茨木市畑田町1番51号にある茨木市立の公共図書館。富士正晴記念館が併設されている。

#### 歴史
1992年（平成4年）4月に開館。設計は図書館建築を多数手がけている鬼頭梓である。地上2階・地下2階建であり、1階が一般書、2階が児童書である。阪急京都線茨木市駅またはJR京都線茨木駅より阪急バス「中央図書館前」下車。

#### 蔵書
2013年（平成25年）時点では図書約68万6600冊、紙芝居3871点、絵画314点、雑誌315誌、新聞41紙、CD約2万5千枚、ビデオ約4900本、カセット359本を所蔵している。

### 中条図書館（閉館）
茨木市立中条図書館（いばらきしりつちゅうじょうとしょかん）は、大阪府茨木市東中条町2番13号にあった図書館。

#### 歴史
1973年（昭和48年）に茨木市立図書館として開館。茨木市で最も古い図書館で、茨木市消防本部や子育て支援総合センターのある合同庁舎の1・2階に設置されていた。1992年（平成4年）の中央図書館の開館にともない、館名が変更され、茨木市で最初の図書館分館となった。JR茨木駅から東へ徒歩8分または阪急茨木市駅から西へ徒歩10分。2023年（令和5年）8月31日をもって「おにクル」への移転準備のため閉館した。2023年（令和5年）11月26日におにクルの5階、6階に「おにクルぶっくぱーく」が開館した。

### 水尾図書館
茨木市立水尾図書館（いばらきしりつみずおとしょかん）は、大阪府茨木市水尾三丁目3番18号にある図書館。

#### 歴史
1995年5月に茨木市で中条図書館・中央図書館に次ぐ3番目の図書館（中条図書館に次ぐ2番目の分館）として開館。一般図書コーナーと児童図書コーナーが1フロアになっている。阪急・大阪モノレール南茨木駅から東へ徒歩20分。

### 庄栄図書館
茨木市立庄栄図書館（いばらきしりつしょうえいとしょかん）は、大阪府茨木市庄二丁目26番12号にある図書館。

#### 歴史
1998年4月に茨木市では中条図書館・中央図書館・水尾図書館に次ぐ4番目の図書館（中条図書館・水尾図書館に次ぐ3番目の分館）として開館。茨木市立庄栄小学校の敷地内にあり、小学校との間に連絡通路が設けられている。阪急総持寺駅から徒歩5分と、茨木市の図書館では最も鉄道駅に近い。

### 穂積図書館
茨木市立穂積図書館（いばらきしりつほづみとしょかん）は、大阪府茨木市松ヶ本町8番30号にある図書館。

#### 歴史
2001年（平成13年）4月に茨木市では中条図書館・中央図書館・水尾図書館・庄栄図書館に次ぐ5番目の図書館（中条図書館・水尾図書館・庄栄図書館に次ぐ4番目の分館）として開館。

#### 施設
JR茨木駅から徒歩7分または大阪モノレール宇野辺駅から徒歩7分。イオンモール茨木内の2階・3階にあり買物客の利用が多い。駅にも比較的近く利用しやすい。2階は成人開架室、3階はこども室であり、2階でDVDの視聴が可能である。

### おにクルぶっくぱーく
茨木市立おにクルぶっくぱーく（いばらきしりつおにくるぶっくぱーく）は、茨木市駅前三丁目9番45号 にある図書館。 プラネタリウムやこども支援センターなどが併設されている。

#### 歴史
2023年（令和5年）11月に開館。茨木市合同庁舎に所在した茨木市立中条図書館が文化・子育て複合施設「おにクル」へと移転し、「おにクルぶっくぱーく」として開館。

#### 施設
JR茨木駅から徒歩12分、阪急茨木市駅から徒歩11分。おにクルぶっくぱーくは、メインフロアが5階と６階で、2階から7階の各フロアにも本やCDがある。

## 利用案内
資料貸出に必要な「利用カード」は、茨木市在住者・通勤者・通学者に発行され、全館共通で利用可能。
- 開館時間
  - 中央図書館 - 火曜から金曜は9時30分から20時、土日祝日および第1月曜日および12月28日は9時30分から17時
  - 水尾図書館・庄栄図書館・穂積図書館 - 水曜から金曜は9時30分から20時（祝日及び12月28日は17時まで）、土日と月曜は9時30分から17時
  - おにクルぶっくぱーく - 9時から21時、平日20時以降、土日祝日19時以降は自動貸し出し機による対応（予約資料の受取不可）
- 休館日
  - 中央図書館 - 月曜日（祝日は開館して翌々日が休館）、年末年始、資料点検期間
  - 水尾図書館・庄栄図書館・穂積図書館 - 火曜日（祝日は開館して翌々日が休館）、年末年始、資料点検期間
  - おにクルぶっくぱーく - 第2・4月曜日（祝日は開館して翌日、年末年始と重なる場合は前週の火曜日が休館）、年末年始、資料点検期間
- 貸出可能冊数
  - 図書20冊、CD8枚、複製絵画1点
- 貸出期間
  - 15日間